# إيزوبيل وايلي هاتشيسون
إيزوبيل وايلي هاتشيسون (بالانجليزية: Isobel Wylie Hutchison) (من مواليد 30 مايو عام 1889 - 20 فبراير عام 1982) رحالة في القطب الشمالي وصانعة أفلام وعالمة نبات اسكتلندية. كتبت هاتشيسون الشعر والكتب واصفةً رحلاتها إلى أيسلندا وغرينلاند وألاسكا وجزر الأليوطية ونشرت مقالات في ناشونال جيوغرافيك ومجلات أخرى. عملت كمحاضرة بشكل متكرر مستخدمةً أفلامها وصورها ولوحاتها للتوضيح. تم إهداء أوراقها إلى المكتبة الوطنية في اسكتلندا من قِبَل صديقتها القديمة ميدينا لويس.
توجد العديد من النباتات التي جمعتها هاتشيسون خلال حياتها في حدائق كيو والحديقة النباتية المَلَكية في إدنبرة والمتحف البريطاني. في عام 1934، عُدَّت هاتيسون أول امرأة تحصل على ميدالية مونجو بارك من الجمعية الجغرافية المَلَكية الاسكتلندية. في عام 1949، حصلت على درجة فخرية من جامعة سانت أندروز تقديرًا لمساهماتها في علم النبات والأدب وتكريمًا «لتلك الروح المقاومة والتي تتحدى الخطر دون كلل أو ملل، والتي هي مصدر كل الإنجازات البشرية العظيمة».

## حياتها المُبكرة
وُلدت هاتشيسون في قلعة كارلوري في لوثيان الغربية، وهي الثالثة من بين خمسة أطفال لجيني ويلي (1857-1931) وتوماس هاتشيسون (1841-1900). توفي والدها عندما كانت في العاشرة من عمرها، تاركًا وراءه ورثة عادلة لجميع أطفاله إلى جانب الصناديق الاستئمانية، ونتيجةً لذلك حظيت هاتشيسون باستقلال مادي طوال حياتها.
كان عمها روبرت هاتشيسون من كارلوري، وجدها جدها توماس هاتشيسون (1796-1852) الذي كان رئيس بلدية ليث وكان معروفًا في تجارة بيع النبيذ بالجملة. كان والد زوجته مزارعًا ناجحًا؛ مكنته ثروته من قضاء الكثير من الوقت مع إيزوبيل وتعليمها علم النبات والبستنة. تلقت هاتشيسون تعليمًا خاصًا من مربية، وكانت تمارس رياضات الكروكيه والتنس والرماية والتزلج والمشي لمسافات طويلة وركوب الدراجات والرقص الريفي الاسكتلندي والمشي.
منذ عام 1900، التحقت بالمدرسة في إدنبرة حيث درست منهجًا مناسبًا لسيدة فيكتورية لطيفة. بعد أن تزوجت أختها من ضابط بحري ورأت الفترات الطويلة بينهما، قررت إيزوبيل أن الزواج سيقيّد حياتها.
اعترفت هاتشيسون برغبتها في أن تكون شاعرة وبدأت في الكتابة عندما كانت صغيرًا. عملت على الاحتفاظ بمذكراتها في وقت مبكر من عام 1899 واستمرت في القيام بذلك معظم حياتها. قامت بتحرير مجلة ذا سكرايبر وهي مجلة أنشأتها العائلة، واستمرت بالعمل فيها حتى العشرينات من عمرها. في الوقت الذي أصبحت فيه بالغة، كانت تتحدث الإيطالية والغيلية واليونانية والعبرية والدنماركية والآيسلندية والغرينلاندية وبعض الكلمات من لغة الإنويت.
منذ سنواتها الأولى، اعتادت المشي لمسافات طويلة وغالبًا ما كانت تجتاز مسافة 8 أميال (13 كم) من كارلوري إلى إدنبرة، وبالتالي رفضت استخدام السيارة العائلية. بعد ذلك، أصبحت تجتاز مسافة 100 ميل (160 كم) عندما أصبحت في العشرين من عمرها، على سبيل المثال طريق بليرجوري إلى حصن أغسطس (100 ميل (160 كم))، ومن دون إلى أوبان (70 ميل (110 كم)). في وقت لاحق، أصبحت تقوم «بنزهات» طويلة بينما كانت كتبت مقالات لمجلة ناشونال جيوغرافيك.
توفي فرانك، شقيق هاتشيسون الأصغر، في عام 1912 عن عمر يناهز 16 عامًا في حادث تسلق في كيرنجورمز. كان لهذا تأثير عميق عليها إذ توقفت عن الكتابة في مذكراتها لبعض الوقت. قُتل شقيقها الآخر، والتر، في الحرب العالمية الأولى.
من عام 1917 حتى عام 1918، درست هاتشيسون التدريب التجاري والتسويق وكذلك الدين واللغة في كلية ستودلي للبستنة للنساء في مقاطعة وركشير. خلال عام 1918، ساءت الأمور بعض الشيء مع توفر القليل من الطعام للحيوانات وخاصة بعد ذهاب جميع الرجال إلى الحرب. اجتاحت الإنفلونزا الكلية وتوفي بعض الطلاب. حاولت هاتشيسون الارتباط عاطفيًا مع الطالبات الأخريات من أجل تكوين صداقات مدى الحياة مثل ميدينا لويس. ومع ذلك، شعرت بالخسارة إلى حد ما عندما أعربت صديقاتها عن اهتمامهن بالرجال، وكتبت في مذكراتها: «أشعر وكأنني لا أنتمي إلى أي من الجنسين - نوع من المتفرجين فقط».